# Vins-sur-Caramy
Vins-sur-Caramy (okzitanisch Vins de Carami) ist eine französische Gemeinde mit 936 Einwohnern (Stand 1. Januar 2022) im Département Var in der Region Provence-Alpes-Côte d’Azur. Sie gehört zum Kanton Brignoles im gleichnamigen Arrondissement.

## Geografie
Vins-sur-Caramy grenzt im Norden an Carcès, im Osten an Cabasse, im Süden an Brignoles und im Westen an Le Val. Im Westen der Gemeindegemarkung liegen zwei kleine Seen, die vom Fluss Caramy durchquert werden. Der östliche von ihnen heißt „Lac de Vins-sur-Caramy“.

## Weblinks

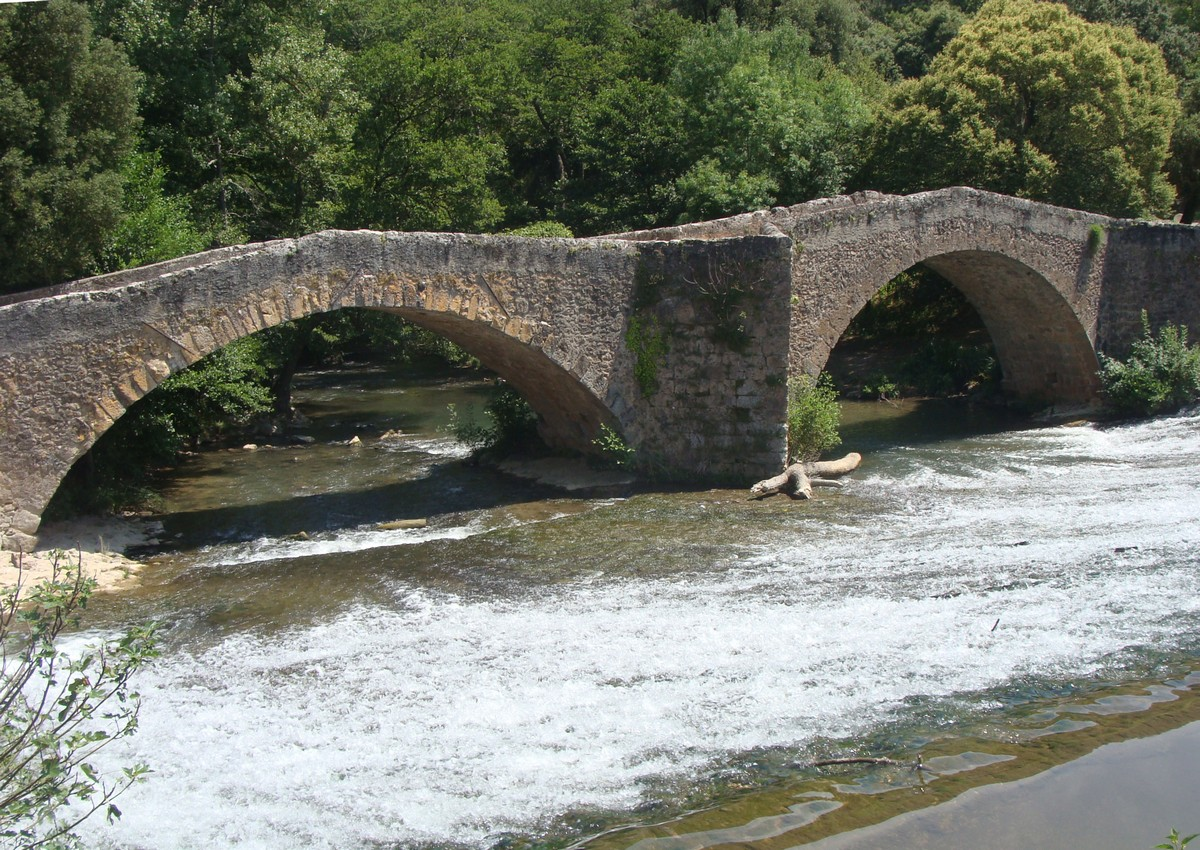
Ehemalige Brücke über den Caramy

## Bevölkerungsentwicklung
| 1962 | 1968 | 1975 | 1982 | 1990 | 1999 | 2006 | 2017 |
| ---- | ---- | ---- | ---- | ---- | ---- | ---- | ---- |
| 267  | 272  | 223  | 298  | 492  | 561  | 773  | 1014 |